# Mensaka
Mensaka és una pel·lícula de Salvador García Ruiz. Va ser el primer llargmetratge del seu director, es va estrenar en 1998 i està basat en la novel·la homònima de José Ángel Mañas.

## Argument
Un grup de joves de vint anys s'enfronten a una tardor en el qual les seves vides sofriran una forta transformació en arribar el moment d'assumir responsabilitats d'adults. David té 27 anys i porta molt temps treballant de missatger, prou per a saber que és hora de deixar-ho.

## Repartiment
- Adrià Collado (Fran)
- Alejo Sauras (a l'autobús)
- Darío Paso (Santi)
- Ginés García Millán (Ramón)
- Guillermo Toledo (Ricardo)
- Gustavo Salmerón (David)
- Laia Marull (Bea)
- Lola Dueñas (Cristina)
- María Esteve (Natalia)
- Tristán Ulloa (Javi)

## Premis
XIII Premis Goya
| Categoria              | Persona              | Resultat  |
| ---------------------- | -------------------- | --------- |
| Millor actor revelació | Tristán Ulloa        | Candidat  |
| Millor director novell | Salvador García Ruiz | Candidat  |
| Millor guió adoptat    | Luis Marías          | Guanyador |